# Communauté rurale de Nguéniène
La communauté rurale de Nguéniène est une communauté rurale du Sénégal située à l'ouest du pays. 
Elle fait partie de l'arrondissement de Séssène, du département de M'bour et de la région de Thiès.